# Spiramater lutra
Spiramater lutra là một loài bướm đêm trong họ Noctuidae.